# Banga (sopa)
Banga es un tipo de sopa de fruto de palma (corozo, Elaeis guineensis), siluro y especias del sur del delta del río Níger en Nigeria, particularmente de la etnia urhobo. Se asemeja al ofe aku, variante encontrada en la cultura igbo. Los binis también poseen una sopa de fruto de palma similar en ingredientes y forma de preparación.
La banga se condimenta con diferentes elementos según la receta, aunque comúnmente incluye: beletete (hierba también llamada atama), aidan (fruto también llamado rohojie), hojas de obenetietien, ofurunbebe, cebolla picada, cangrejo de río molido, algún chile tipo chile bonney y sal. A veces se sirve junto con la sopa un tipo de pudín de taro llamado kwacoco. La banga es principalmente preparada usando siluro fresco, seco o ahumado.
Esta sopa también puede ser un excelente y delicioso plato cuando se le agrega okra y mejora cuando se sirve con èbà o garri. Sin embargo, éste es ceremonial y preferiblemente comido con una espesa pasta amarilla de fécula de yuca (mandioca), llamada usi por los urhobos, los isokos y los okipes. Los que no son urhobos prefieren usar èbà, porque comer oghwo con usi es un arte nativo (cortar almidón con los dedos requiere aprendizaje, a diferencia del uso del èbà).